# نیکلاس پدرسن (مانکن)
نیکلاس پدرسن (انگلیسی: Nicklas Pedersen؛ زادهٔ ۵ مهٔ ۱۹۹۰) نجار، مانکن و برندهٔ آقای دنیا ۲۰۱۴ است.